# Надточаївка
Надточа́ївка — село в Україні, у Звенигородському районі Черкаської області. Адміністративний центр однойменної сільської ради.

## Географія
Село Надточаївка розташоване на річці Гнилий Ташлик, за 12 кілометрів від центру громади, неподалік від автотраси Шпола — Сміла, за 5 км від залізничної станції Сигнаївка.

## Назва
Спочатку село називалося Надточієвка, за іменем його засновника — козака на прізвище Надточій. У XIX столітті більшість селян мали прізвище Надточій.

## Населення
У селі мешкає 724 особи (2001).
1864 року в селі мешкало 840 осіб, 1900 — 1382 осіб, 1972 — 1284 осіб.

### Мова
Розподіл населення за рідною мовою за даними перепису 2001 року:
| Мова            | Кількість | Відсоток |
| --------------- | --------- | -------- |
| українська      | 719       | 99.31%   |
| російська       | 4         | 0.55%    |
| інші/не вказали | 1         | 0.14%    |
| Усього          | 724       | 100%     |

## Історія
За переказами село заснував козак Надточій у 1606 році.
У XIX столітті село входило до складу В'язівської волості Черкаського повіту Київської губернії.
30 січня 1944 р. внаслідок тригодинного бою, проведеного силами 45-го гвардійського кавалерійського полку, в селі було знищено місцевий гарнізон нацистів. Противник втратив тут: 184 солдати загиблими, 22 полоненими, 10 автомобілів (в т.ч. 6 справних вантажівок), радіостанцію, 60 коней.
9 січня 2020 року село Надточаївка увійшло до складу Шполянської міської об'єднаної територіальної громади

### Голодомор 1932—1933 років
За даними різних джерел у селі під час Голодомору 1932—1933 років померло 139 осіб.

## Інфраструктура
У селі діє Надточаївський НВК «ДНЗ — ЗОШ І-ІІ ступенів», ФАП, Надточаївський сільський Будинок культури (СБК). При СБК діють: Народний аматорський театральний колектив та 14 гуртків різних напрямів.
27 серпня 2014 року село газифікували.

## Релігія

Перша церква була збудована у селі ще в першій половині XVII століття, але вона була знищена під час татарських набігів. У 1773 році селяни збудували нову дерев'яну церкву Івана Златоуста в селі. Наприкінці XIX століття церква почала руйнуватись, тому надточіївці вирішили збудувати нову церкву. Дерев'яна церква Івана Златоуста була збудована у 1908 році на місці старої церкви, за іншими даними у 1912 році.
При радянській владі, у 1930-х роках, церкву закрили, знесли дзвіницю та купол, а саму будівлю використовували спочатку як склад, а згодом як клуб.
У 1990-ті роки церкву повернули вірянам УПЦ (МП). Нині церква чинна . До 2017 року стояла без верхів, вкрита звичайним дахом із бляхи. Але в період з 2017 по 2020-й рік на церкві було встановлено 3 куполи.